# كريل ديوميدي
كريل ديوميدي (الاسم العلمي: Euphausia diomedeae) هو نوع من المفصليات يتبع جنس الكريل من الفصيلة الكريلية.